# Kovčín
Kovčín, bis 1995 Kozčín (deutsch Kotschin, früher Kowčin), ist eine Gemeinde in Tschechien. Sie liegt elf Kilometer nordöstlich von Plánice und gehört zum Okres Klatovy.

## Geographie
Kovčín befindet sich am linken Ufer des Baches Kovčínský potok in der Nepomucká vrchovina (Nepomuker Bergland). Nördlich erhebt sich der Vráž (615 m), im Nordosten die Buková hora (600 m) und die Čárky (598 m) sowie südöstlich der Oumyšl (573 m).
Gegen Südosten erstreckt sich der Teich Kozčínský rybník. Am östlichen Ortsrand verläuft die Bahnstrecke České Budějovice–Plzeň.
Nachbarorte sind Činov, U Havlíka, Pod Vráží, U Cihelny, und Vránovic Mlýn im Norden, Nekvasovy, Stupovka und Oselce im Nordosten, Kvášňovice im Osten, Osek, Maňovice und Olšany im Südosten, U nádraží und Milčice im Süden, Loužná im Südwesten, Myslív und Draha im Westen sowie Nový Dvůr, Polánka, U Jandů, Baníř und Kramolín im Nordwesten.

## Geschichte
Im 12. und 13. Jahrhundert betrieb das Kloster Nepomuk am Vráž Bergbau auf Zinn und Gold. Es wird angenommen, dass sich der Name des Dorfes davon herleitet. Im Jahre 1614 wurde der Teich angelegt.
Die erste schriftliche Erwähnung des Ortes stammt aus der berní rula von 1654. Zu dieser Zeit bestand der Rundling aus acht Bauernhöfen.
Nach der Aufhebung der Patrimonialherrschaften bildete Kovčín/Kowčin ab 1850 eine Gemeinde im Gerichtsbezirk Planitz. Ab 1868 gehörte die Gemeinde zum Bezirk Klattau. Im selben Jahre wurde der Verkehr auf der Bahnstrecke České Budějovice–Plzeň aufgenommen, einen Bahnhaltepunkt erhielt Kovčín jedoch erst im 20. Jahrhundert.
1924 wurde der Ort in Kozčín umbenannt. Ab 1949 gehörte die Gemeinde zum Okres Horažďovice, nach dessen Aufhebung wurde sie 1960 wieder dem Okres Klatovy zugeordnet. Zwischen 1976 und 1991 war Kozčín nach Myslív eingemeindet. Seit dem 1. Jänner 1992 bildete Kozčín wieder eine eigene Gemeinde. Seit dem 1. Juli 1995 führt die Gemeinde wieder ihren alten Namen Kovčín.

## Gemeindegliederung
Für die Gemeinde Kovčín sind keine Ortsteile ausgewiesen. Zu Kovčín gehört die Einschicht Pod Vráží (Podwrazi).

## Sehenswürdigkeiten
- Kapelle des hl. Johannes von Nepomuk am Dorfplatz
- Kozčínský rybník, auch Velký kovčínský rybník, volkstümlich als Kvášňovák bezeichnet, der 1614 angelegte Teich ist mit einer Wasserfläche von 120 ha der größte Teich in Westböhmen.

## Galerie

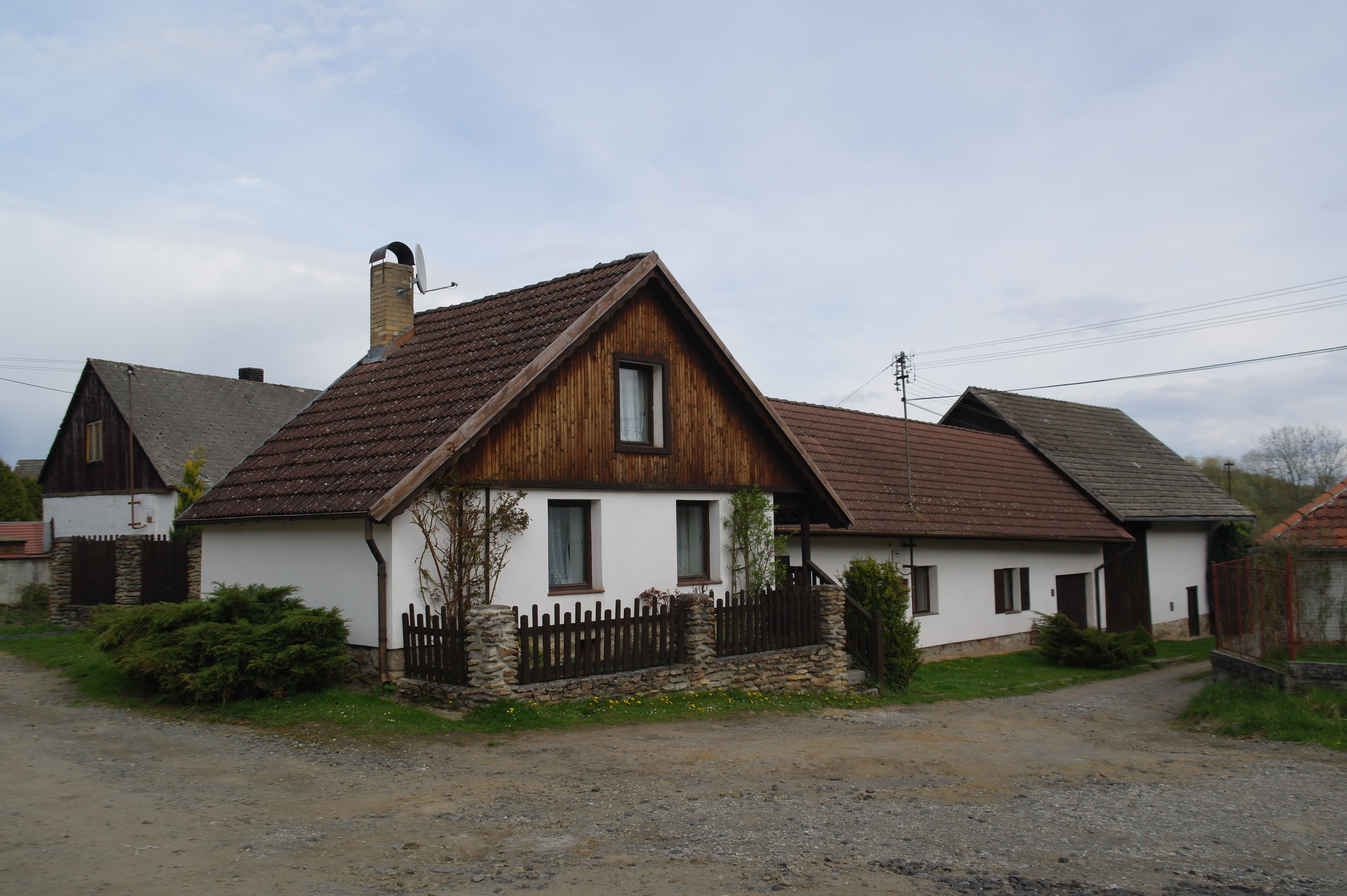
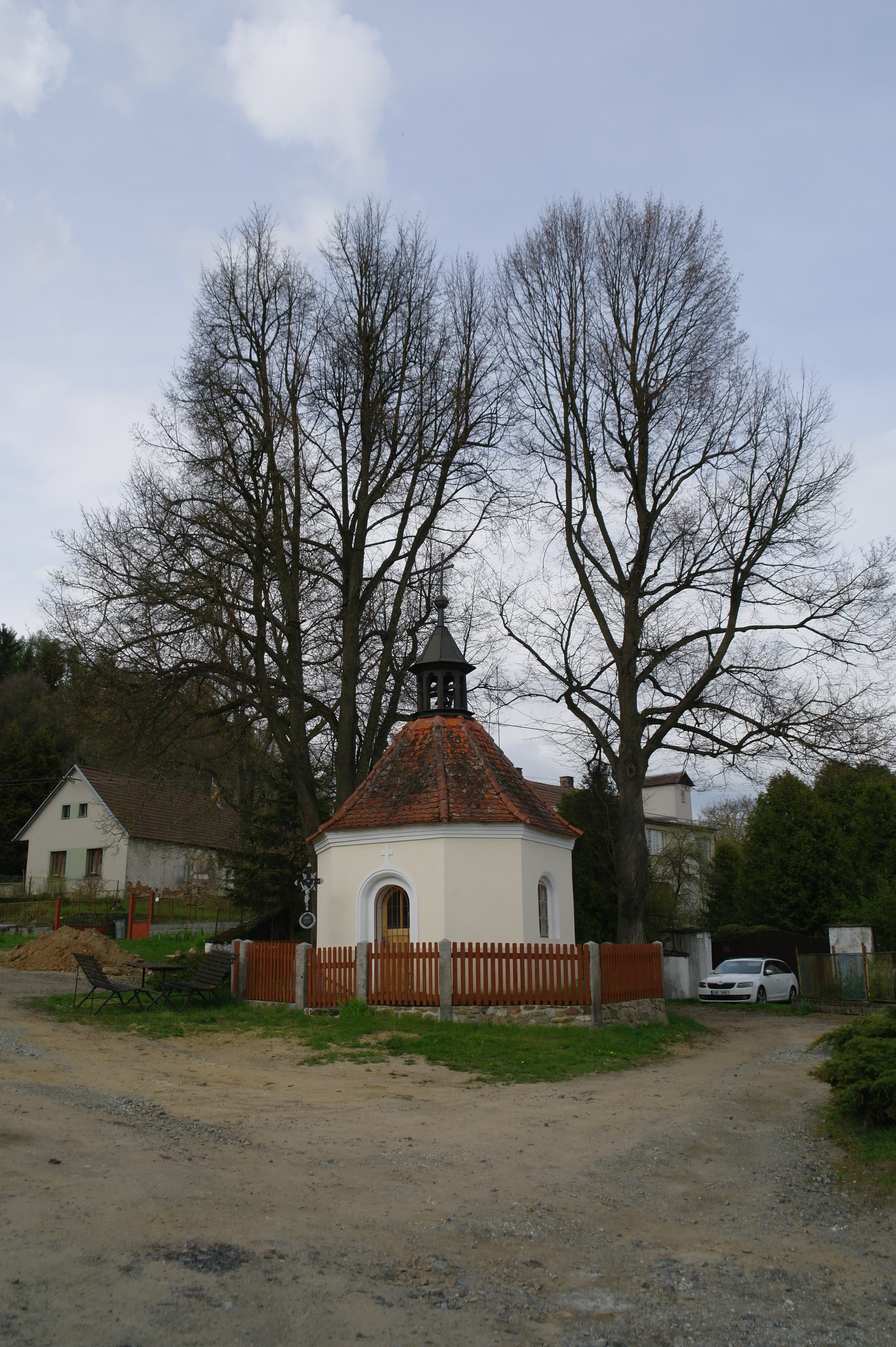
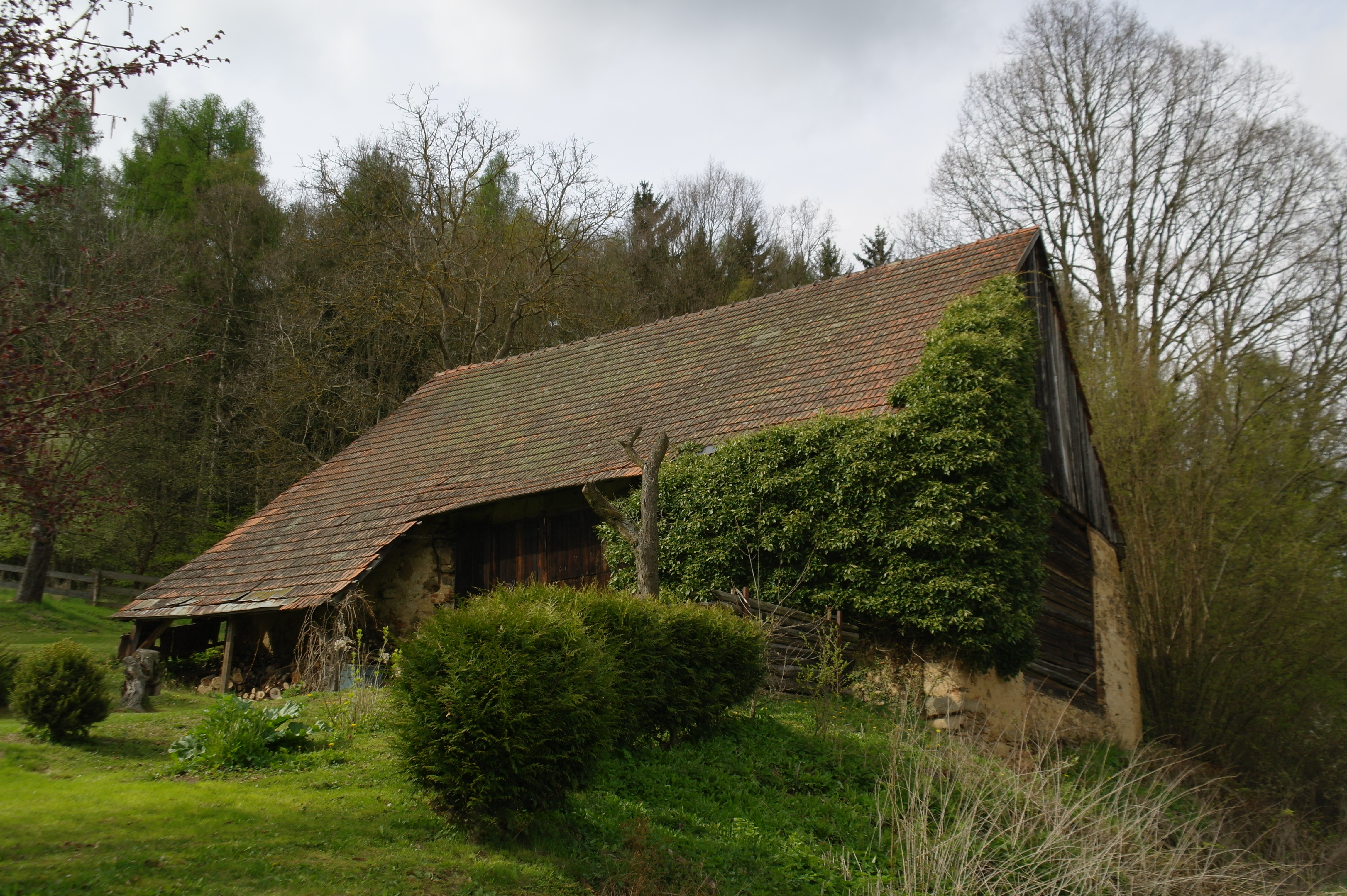